# Gruppe F (FIA)

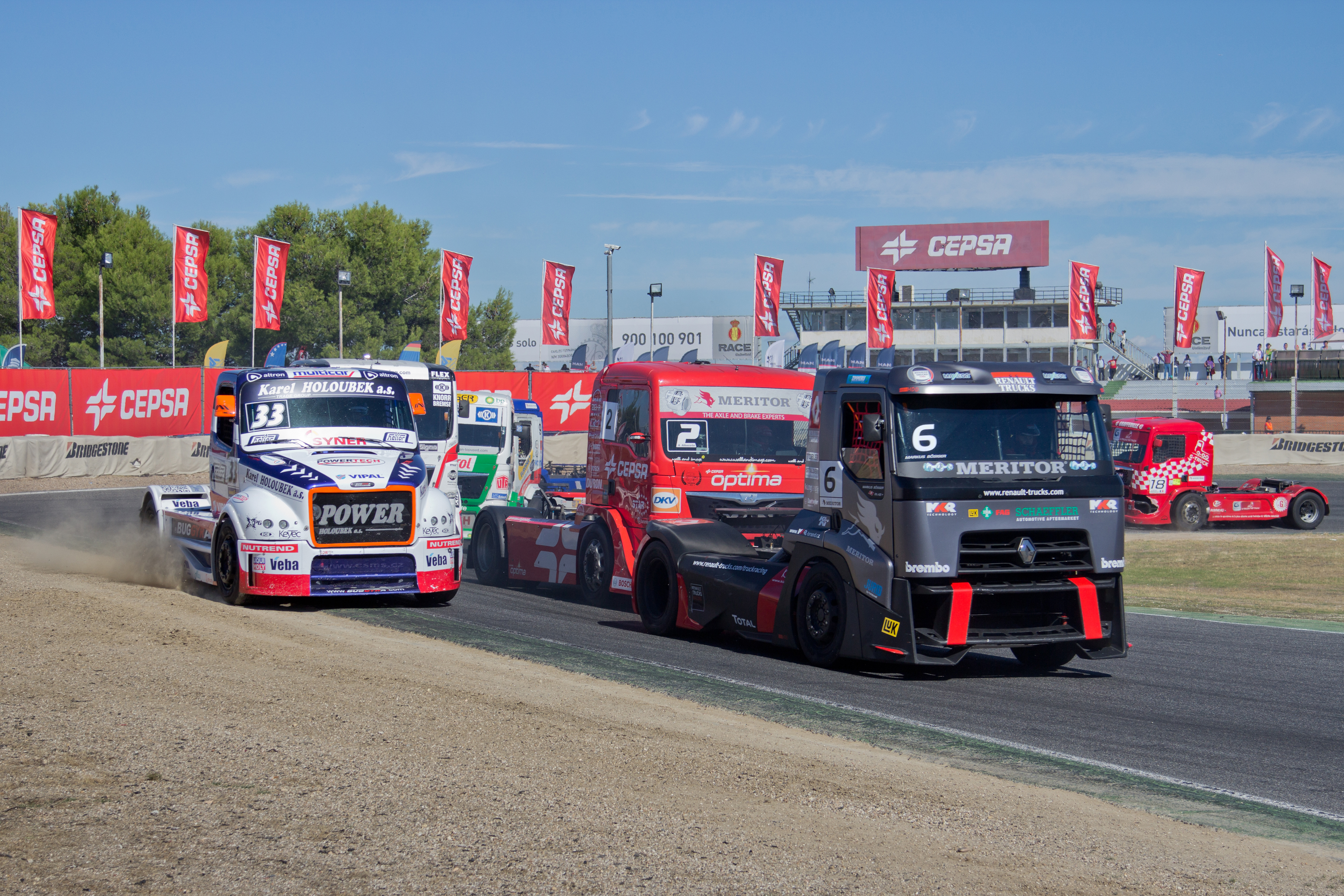
Rennen zwischen mehreren Gruppe-F-Fahrzeugen

Die Gruppe F bezeichnet im Motorsport einen ganz bestimmten Bearbeitungsstandard von Truck-Racing-Fahrzeugen. Ihr Reglement wird durch Artikel 290 des Internationalen Sportgesetzes der FIA bestimmt.

## Technische Bestimmungen
Die Fahrzeuge der Gruppe F werden als zweiachsige Lastkraftwagen definiert. Im Regelwerk wird gefordert, dass pro Jahr mindestens 50 Straßenfahrzeuge dieses Typs produziert werden müssen. Die Endgeschwindigkeit der Trucks ist auf maximal 160 km/h begrenzt.
Der Truck darf maximal 2,55 m breit und 2,5 m hoch sein. Das Gesamtgewicht darf 5300 kg betragen, von denen 3150 kg auf der Vorderachse liegen müssen.
Der Hubraum des Motors ist auf maximal 13000 cm³ begrenzt. Es ist nicht notwendig, dass Motor- und Chassishersteller des Trucks übereinstimmen, es müssen aber mindestens 100 Motoren des Typs produziert worden sein.